# 어셔교육그룹
어셔교육그룹(USHER Academy Inc.)은 대한민국의 토플토익전문 어학교육그룹으로, 2005년 창립된 강남 고속터미널에 위치한 어학그룹이다.
2005년 가을 어셔 프로그램을 개발하는 것을 시작으로 2011년 봄 어학연구소를 설립한 뒤 교재 등을 연구하여 2011년 9월 어셔 IBT 토플 보케블러리 (USHER iBT TOEFL VOCABULYRY)를 출간 하였고, 현재까지 영어 기초부터 토플 상급자용까지 토플 관련된 서적을 출간하고 있다.
2005년 11월부터 학원 사업에 진출하여 2011년 1월에 분원을 열었고, 2014년에는 USHER iBT TOEFL FINAL 시리즈를 시작으로 온라인 강의 사업을 시작하였다.
2012년 초에는 토플 정보를 제공하는 커뮤니티사이트 어셔인(USHERIN)을 오픈하였다.

## 저서
- usher ibt toefl final test reading  보관됨 2014-12-10 - 웨이백 머신
- usher ibt toefl final test listening  보관됨 2014-12-10 - 웨이백 머신
- usher ibt toefl final test speaking  보관됨 2014-12-10 - 웨이백 머신
- usher ibt toefl final test writing  보관됨 2014-12-10 - 웨이백 머신
- usher ibt toefl speaking
- usher ibt toefl writing
- usher vocabulary 13일완성  보관됨 2014-12-10 - 웨이백 머신
- usher vocabulary 5일완성 기초 영어 단어  보관됨 2014-12-10 - 웨이백 머신